# Uuno Alestalo
Uuno Viljami Alestalo, född den 30 september 1890 i Hollola, död den 23 januari 1968 i Kuopio, var en finländsk jurist.
Alestalo avlade studentexamen 1911, rättsexamen 1914 och högre förvaltningsexamen 1915. Han blev vicehäradshövding 1917, kanslist vid Viborgs hovrätt 1919, notarie 1920, fiskal 1924, advokatfiskal 1928 och assessor 1929. Alestalo var hovrättsråd i Östra Finlands hovrätt 1935–1960. Han var notarie vid Viborgs stadsfullmäktige 1924–1928 och medlem av kyrkomötena 1938, 1953 och 1958.